# طبلک
طبلک یک روستا در ایران است که در استان اردبیل واقع شده‌است.